# Ronald B. Levinson
Ronald Bartlett Levinson (* 18. Oktober 1896 in Chicago, Illinois; † 21. November 1980 in Bangor, Maine) war ein US-amerikanischer Philosophiehistoriker.
Levinson schloss sein Studium der Philosophie an der Harvard University 1920 mit dem A.B. ab und wurde 1924 an der University of Chicago zum Ph.D. promoviert. 1926 fand er seine erste Anstellung an der University of Maine, an der seit 1927 Professor für Philosophie und Direktor des Department of Philosophy war. Levinson war außerdem Mitglied der American Philosophical Association und der Society of Ancient Philosophy.
Levinson konzentrierte sich in seinen Forschungen auf die griechische Philosophie, insbesondere Platon und die Geschichte des Platonismus (besonders zu dem Platoniker Thomas Taylor). Internationale Bekanntheit erlangte er durch sein Buch In Defense of Plato (1953), in dem er Platon gegen die schweren Vorwürfe von Karl Popper verteidigte, der Platon als den Vordenker des Totalitarismus sah.

## Schriften (Auswahl)
- Thomas Taylor, the Platonist. 1924.
- Spenser and Bruno. 1928.
- The college journey. An introduction to the fields of college study. 1938.
- In Defense of Plato. 1953. Rezension: D. A. Rees, in: Philosophy 32 (1957), S. 85; William Ebenstein, In: Political Research Quarterly September 7, 1954, S. 481–482; Walter Kaufmann, in: The Journal of Politics 17, 1955, S. 126–128.
- The Sophists. In: The Review of Metaphysics, Bd. 8, 1955, S. 455–457 online
- Language and the "Cratylus". Four Questions. In: The Review of Metaphysics, Bd. 11, 1957, S. 28–41, online.
- Plato’s Phaedrus and the New Criticism. In: Archiv für Geschichte der Philosophie, Bd. 46, 1964, S. 293–309 online.
- A Plato reader. 1966.